# Commodore’s Messenger Organization
Die Commodore’s Messenger Organization (CMO) ist ein Teilbereich der Scientology zugehörigen Sea Organization (Sea Org), die direkt deren Gründer L. Ron Hubbard unterstellt war und als sein verlängerter Arm gesehen werden kann.
Die ersten Commodore’s Messengers (engl.: „Boten/Gesandte des Kommodoren [Hubbard]“) waren minderjährige Kinder von Scientologen, die ab 1968 auf dem Scientology-Schiff Apollo aktiv waren. Sie wuchsen im direkten Umfeld von Hubbard auf, kümmerten sich um sein Wohlergehen und überbrachten anderen Besatzungsmitgliedern Befehle an seiner statt. Mitte der 1970er bekamen die Messengers ihre eigene Hierarchie und wurden als Commodore’s Messenger Organization in weiterer Folge das oberste Vollzugsorgan innerhalb Scientology.

## Geschichte und Entwicklung
1968 etablierte L. Ron Hubbard eine Einheit, die er Commodore’s Messengers nannte und deren Aufgabe es war, ihm rund um die Uhr zu Diensten zu sein und seine Befehle weiterzureichen. Die ersten Messengers waren vier jugendliche Mädchen im Alter zwischen elf und vierzehn Jahren, zu denen bald weitere Kinder von Scientologen stießen. Die Auswahl junger Mädchen als Messenger führte Hubbard auf Nazi-Deutschland zurück. Hitler sei zwar verrückt gewesen, die Idee der Hitler-Jugend jedoch einer seiner besten Einfälle gewesen. Junge Menschen könne man noch gut nach eigenem Wunsch formen, Mädchen und Frauen seien wiederum loyaler als Männer.
Zu einem Messenger auserwählt zu werden, war eine Ehre für die betreffenden Mädchen. Untereinander wurde um die Gunst Hubbards wettgeeifert.  Die Messenger trugen Uniform: weiße Hot Pants, Trägertops und Plateauschuhe.
Beim Überbringen von Anordnungen Hubbards hatten die Messenger auf die exakt gleichen Worte und übereinstimmenden Tonfall zu achten. Daneben hatten sie für Hubbards persönliches Wohlbefinden zu sorgen, indem beispielsweise ein Messenger seine Zigaretten trug, ein anderer einen Aschenbecher. Die Mädchen mussten rund um die Uhr für Hubbard da sein und arbeiteten in Schichten zu jeweils sechs Stunden. Jeweils zwei Messenger hatten vor dem Schlafzimmer zu verweilen, wenn Hubbard schlief; wenn dieser wach war, warteten alle Messenger versammelt auf seinen Ruf. In einem Logbuch wurde notiert, wann Hubbard aufwachte, was er aß, wann er arbeitete, die Details jeder Nachricht, die er verkündet haben wollte und wann er zu Bett ging.
Als Gesandte Hubbards genossen die Messenger uneingeschränkte Autorität und in weiterer Folge gab ihnen Hubbard 1973 mit der Commodore’s Messenger Organization eine eigene Organisationsform. Die Jugendlichen wurden damit zu Hubbards Stimme innerhalb der Sea Org und Scientology insgesamt.
Mitte der 1970er waren die Messenger enge Begleitung Hubbards während der Zeit bis zur Errichtung der Flag Land Base in Clearwater, Florida. Als Hubbard aus Furcht vor einem Haftbefehl untertauchte, verbrachten sie zusammen einige Zeit in Washington, D.C., danach in Sparks, Nevada, bevor die CMO ein geheimes Refugium für ihn in La Quinta, Kalifornien, einrichtete.
In der zweiten Hälfte der 1970er schuf Hubbard zwei weitere Unterorganisation der CMO: einerseits die Film Org, da er Filme drehen wollte und andererseits die Special Unit zum Management Scientologys. Im Zuge dessen wurde ein erster Kontakt zwischen Hubbard und David Miscavige hergestellt, der erst kurz zuvor der CMO beigetreten war. Auch das 1979 eingerichtete Watchdog Committee (WDC) (engl.: Ausschuss der Wachhunde) wurde ausschließlich mit Führungskräften der CMO bemannt und übernahm Management-Aufgaben.
1979 wurden der CMO innerhalb der Scientology-Hierarchie weiterreichende Rechte eingeräumt, „sowohl Autorität und … Zuständigkeit … , jeden Bereich des International Managements zu untersuchen, zu intervenieren und unter Ausschaltung der jeweiligen Hierarchie die Situation zu bereinigen“.
Im Jahr 1980 waren sowohl die Commodore’s Messenger Organization als auch das Watchdog Committee in erster Linie damit beschäftigt, L. Ron Hubbard aus den Ermittlungen rund um den Prozess zur Operation Snow White zu halten, bei dem dieser als Nichtangeklagter Mitverschwörer geführt wurde und gegen den weiter ermittelt wurde. Hubbard war zu diesem Zeitpunkt untergetaucht und in einem ersten Schritt wurde im Februar 1980 die Mission Corporate Category Sort-Out (MCCS) gegründet, deren Hauptaufgabe in der Verschleierung der Kontrollfunktion Hubbards über Scientology und die Legalisierung der Geldströme an ihn bestand. In einem Zwischenschritt wurde mit Corporate Sort-Out (CSO) eine neue Organisationsstruktur geschaffen, die danach unter Regie der CMO in die All Clear Unit übergeführt wurde.
Die im Rahmen des Corporate Sort-Out (CSO) geschaffenen Organisationen waren die Church of Scientology International (CSI), das Religious Technology Center (RTC), Bridge Publications, New Era Publications, Scientology Missions International (SMI), Author Services Incorporated (ASI), die Product Development Office Inc (vorher Ron’s Personal Office) und das Office of Special Affairs. Ziel sei die Schaffung vordergründig „gesetzeskonformer Strukturen, die es der CMO und Hubbard ermöglichen, insgeheim die Kontrolle der Scientology-Organisation auszuüben“ gewesen.